# Адамовська сільська рада
Ада́мовська сільська рада (рос. Адамовский сельский совет) — сільське поселення у складі Переволоцького району Оренбурзької області Росії.
Адміністративний центр — село Адамовка.

## Населення
Населення — 654 особи (2019; 750 в 2010, 816 у 2002).

## Склад
До складу сільської ради входять:
| Населений пункт | Населення, осіб (2002) | Населення, осіб (2010) |
| --------------- | ---------------------- | ---------------------- |
| Адамовка, село  | 494                    | 475                    |
| Власовка, село  | 68                     | 23                     |
| Радовка, село   | 254                    | 252                    |